# هیلهورن
هیلهورن (به لاتین: Hillehorn) یک کوه در سوئیس است که در کانتون وله واقع شده‌است. هیلهورن ۳٬۱۸۱ متر بالاتر از سطح دریا واقع شده‌است.